# Estadi Olympia
L'Estadi Olympia, també anomenat Olympiastadion, és un estadi de futbol de la ciutat de Helsingborg, a Suècia.
Va ser inaugurat el 31 de juliol de 1898 i va ser seu de la Copa del Món de Futbol de 1958. Entre 2014 i 2017 l'estadi fou remodelat. La seva capacitat és de 16.500 espectadors. Hi juga els seus partits com a local el club Helsingborgs IF.

## Referències

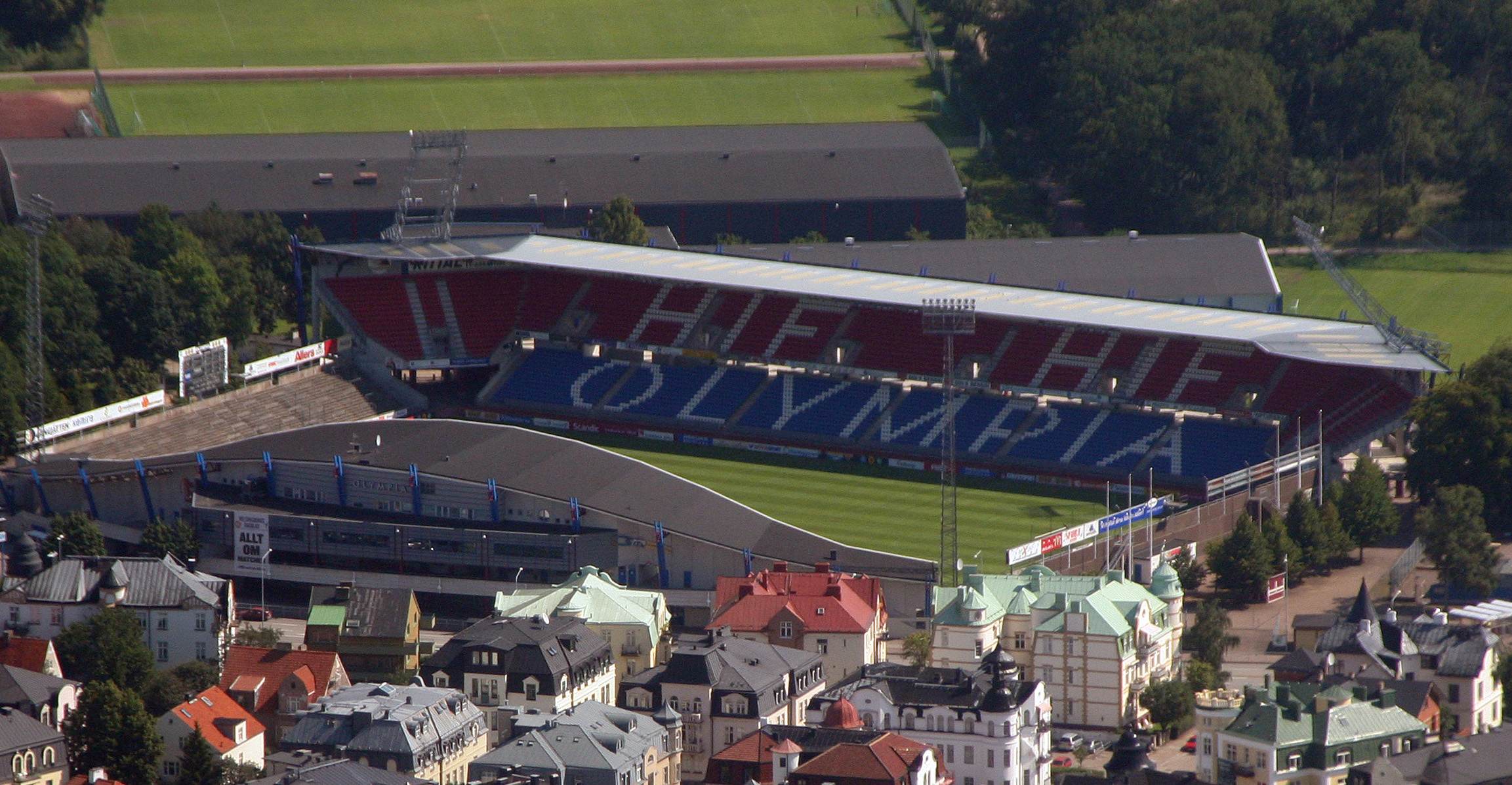
Imatge de l'estadi.